# Плетёный человек
«Плетёный человек» (англ. Wicker Man) — сделанная из ивовых прутьев клетка в форме человека, которую, согласно «Запискам о галльской войне» Юлия Цезаря и «Географии» Страбона, друиды использовали для человеческих жертвоприношений, сжигая её вместе с запертыми там людьми, осуждёнными за преступления или предназначенными в жертву богам. В конце XX века обряд сжигания «плетёного человека» возродился в кельтском неоязычестве (в частности, учении викка), но уже без сопутствующего ему жертвоприношения.

## В истории

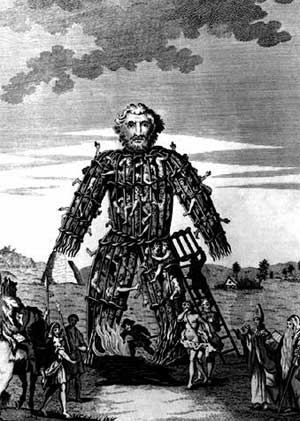
«Плетёный человек» на гравюре XVIII века

Существование человеческих жертвоприношений в религии древних кельтов зафиксировано у многих римских авторов. О них упоминают Цицерон, Лукан, Светоний, Тацит, но только у Цезаря содержатся отрывочные сведения об использовании в обрядах «плетёного человека»:
Все галлы чрезвычайно набожны. Поэтому люди, поражённые тяжкими болезнями, а также проводящие жизнь в войне и в других опасностях, приносят или дают обет принести человеческие жертвы; этим у них заведуют друиды. Именно галлы думают, что бессмертных богов можно умилостивить не иначе, как принесением в жертву за человеческую жизнь также человеческой жизни. У них заведены даже общественные жертвоприношения этого рода. Некоторые племена употребляют для этой цели огромные чучела, сделанные из прутьев, члены которых они наполняют живыми людьми; они поджигают их снизу, и люди сгорают в пламени.
Правдивость сведений, сообщаемых Цезарем, часто ставится под сомнение; у него усматривают стремление во что бы то ни было оклеветать своих врагов — галлов, приписав им приверженность жестоким обрядам.
Страбон в IV книге «Географии» сообщает, что друиды совершают жертвоприношения, пронзая людей стрелами, закалывая в храмах и сооружая «колосс» из соломы и дерева, в который бросают скот, диких зверей и людей, а затем всё сжигают.  Этот фрагмент почти полностью совпадает с информацией Цезаря; возможно, Страбон просто заимствовал его из «Записок». Каких-либо археологических подтверждений существования этого ритуала не имеется.
После битвы в Тевтобургском Лесу часть попавших в плен к германцам легионеров были посажены в клетки из прутьев и сожжены заживо.
Джеймс Джордж Фрезер, не сомневаясь в наличии у древних кельтов жертвоприношений с «плетёным человеком», приводит многочисленные примеры пережитков этого обряда в культуре народов Европы (прежде всего в аграрных ритуалах) и связывает их с распространённым обычаем сжигать людей, подозреваемых в колдовстве, на кострах.

## В современности

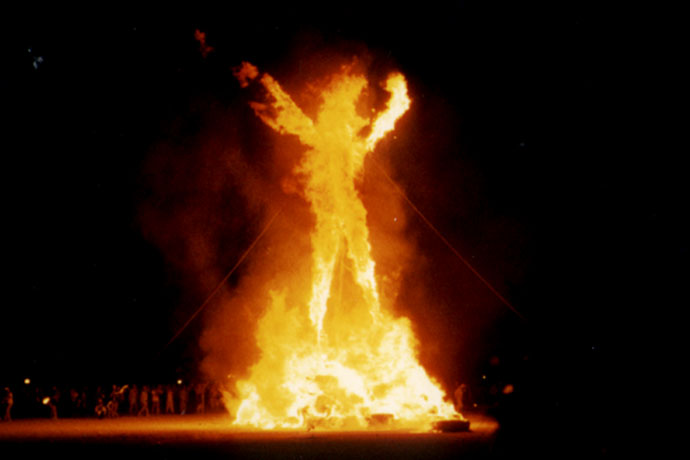
Горящий «плетёный человек» на фестивале Burning Man. 2004 год

Имитация обряда с участием «плетёного человека» используется некоторыми неоязыческими группами, ориентирующимися на кельтскую традицию (главным образом в Великобритании). Как правило, они приурочены к определённым праздникам вроде Бельтайна; участники ритуала оплетают ивовыми прутьями деревянный каркас и торжественно сжигают его. Некоторые «плетёные люди» могут достигать огромной высоты, а их создание занимает несколько дней. Жертвоприношение каких-либо живых существ в обряде отсутствует.
С 1986 г. в штате Невада проводится ежегодный фестиваль Burning Man, на котором сжигается огромная деревянная статуя.

## В музыке
Одноимённые песни есть у британской хэви-метал-группы Iron Maiden и в сольном проекте у её вокалиста Брюса Диккинсона.

## В литературе
В цикле «Ведьмак» Анджея Сапковского присутствует описание данного ритуала. Его в книге народная молва приписывает друидам, что, по утверждению Геральта, является суеверием. Впрочем, это не помешало Геральту самому чуть не стать жертвой этого ритуала. Но это явно единичный случай, потому что фламиника друидов о нём говорит следующим образом:
— Эта клетка, — сказала фламиника, словно и не слыша его, — должна была служить зимней кормушкой для голодающих животных и стоять в лесу, заполненная сеном. Но когда мы схватили этих мерзавцев, я вспомнила о гнусных сплетнях и наветах, которые распространяют о нас люди. Хорошо, подумала я, вы получите вашу Ивовую Бабу. Вы сами придумали этот вызывающий ужас кошмар, ну, так я вам его обеспечу...

## В кинематографе
- Плетёный человек (фильм, 1973)
- Плетёный человек (фильм, 2006)